# Massa filo

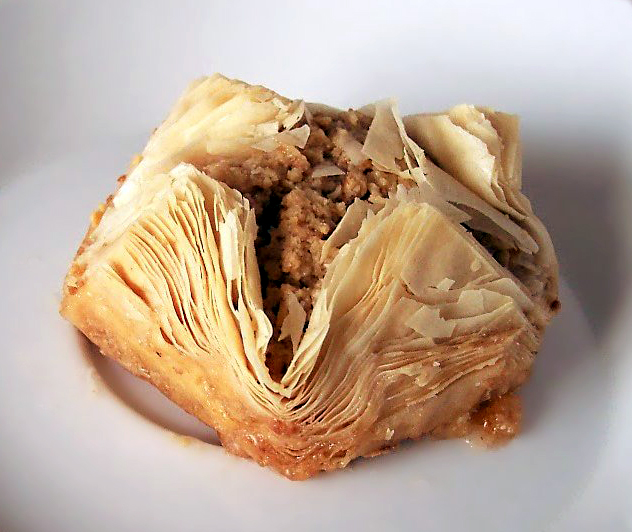
Baklava preparado com massa filo.

A massa filo  ou phyllo (do grego φύλλο, fýllo: "folha") é uma variedade de massa  cuja espessura e aplicação variam, podendo ser fina como uma folha de papel (para o preparo de um tipo de massa folhada) ou chegar a vários milímetros, quando usada para o preparo do pão em forma de folhas dobráveis, característico da Turquia e de vários países do Mediterrâneo e do Oriente Médio.
Uma antiga forma de massa filo parece ter existido entre os povos túrquicos da Ásia Central  No século XI, o Compêndio dos dialetos turcos, um dicionário de dialetos túrquicos de Mamude Alasgari registrava um tipo de pão pregueado ou dobrado como um dos significados da palavra yuvgha, que está relacionada com a palavra turca yufka, que designa tanto a massa quanto pão. A prática de estirar a massa crua até obter folhas  finas como papel é um desenvolvimento posterior, provavelmente acontecido nas cozinhas do palácio Topkapı.
A massa filo caracteriza-se pelo tempo de cozimento muito reduzido, podendo ser assada ou frita, sendo usada como base dos mais variados pratos, tanto doces como salgados.  Nas  cozinhas grega e turca, a massa filo é utilizada na preparação de vários pratos, como as burekas ou os doces recheados de nozes e pistaches e imersos em calda de açúcar, como a baklava. Do Oriente Médio, seu uso difundiu-se pelo Mediterrâneo.

### Em Portugal
A massa filo é usada em diversos doces típicos, regionais ou de origem conventual, nomeadamente, nos Pastéis de Tentúgal, ou nos Pastéis de Vouzela, por exemplo.